# 1808
1808 (MDCCCVIII) е високосна година, започваща в петък според Григорианския календар.

## Събития
- Русия анексира Финландия.

## Родени
- 20 февруари – Оноре Домие, френски художник († 1879 г.)
- 24 март – Мария Малибран, испанска оперна певица, мецосопран († 1836 г.)
- 20 април – Наполеон III, френски политик и император († 1873 г.)
- 22 май – Жерар дьо Нервал, френски поет († 1855 г.)
- 3 юни – Джеферсън Дейвис, американски политик († 1889 г.)
- 12 юни – Патрис дьо Мак Махон, дук дьо Мажента, маршал на Франция († 1893 г.)
- 6 декември – Тихо Обретенов, български абаджия и търговец, съпруг на Баба Тонка († 1869 г.)
- 29 декември – Андрю Джонсън, шестнадесетият вицепрезидент и седемнадесетият президент на САЩ († 1875 г.)

## Починали
- 29 юли – Селим III, султан на Османската империя (р. 1761 г.)
- 26 септември – Павел Враницки, моравски композитор (р. 1756 г.)
- 15 ноември – Мустафа IV, султан на Османската империя (р. 1779 г.)